# Six Mile Lake Provincial Park
Six Mile Lake Provincial Park är en park i Kanada.   Den ligger i provinsen Ontario, i den sydöstra delen av landet, 300 km väster om huvudstaden Ottawa. Six Mile Lake Provincial Park ligger 185 meter över havet.
Terrängen runt Six Mile Lake Provincial Park är platt. Närmaste större samhälle är Port Severn, 10,5 km söder om Six Mile Lake Provincial Park. 
I omgivningarna runt Six Mile Lake Provincial Park växer i huvudsak blandskog. Runt Six Mile Lake Provincial Park är det ganska glesbefolkat, med 23 invånare per kvadratkilometer.